# Biannulariaceae
Biannulariaceae is een botanische naam van een familie van schimmels. Het typegeslacht is Biannularia.

## Geslachten
Volgens Index Fungorum telt de familie in totaal twee geslachten (peildatum april 2022):
- Biannularia
- Catathelasma